# Eli II van Maine
Eli II van Maine (circa 1115 — 15 januari 1151) was in 1151 korte tijd graaf van Maine. Hij behoorde tot het Huis Anjou.

## Levensloop
Eli II was de jongste zoon van graaf Fulco V van Anjou uit diens eerste huwelijk met Ermengarde, dochter en erfgename van graaf Eli I van Maine.
Zijn vader had bepaald dat Eli hem zou opvolgen als graaf van Maine, wat echter door zijn oudere broer Godfried V van Anjou werd verhinderd. Eli zocht daarop toenadering tot Normandische edelen, in de hoop hen te winnen voor een alliantie. Rond 1129 huwde hij met Philippa, dochter van graaf Rotrud III van Perche en langs moederkant een kleindochter van koning Hendrik I van Engeland, tevens hertog van Normandië. Hendrik I was eveneens de schoonvader van Eli's broer Godfried V.
In 1135 overleed Hendrik I van Engeland. Godfried deed vervolgens een poging om het hertogdom Normandië te bemachtigen, maar de Normandische edelen (ook Rotrud III van Perche) wilden daar niet van weten en steunden Stefanus van Blois. In 1141 koos Rotrud, en met hem de verzamelde adel van Normandië, echter de zijde van Godfried V van Anjou, die in 1144 Rouen innam. Van zijn bondgenoten beroofd, kwam Eli in 1145 in opstand tegen zijn broer. Deze mislukte en hij werd in de kerker gegooid. Pas begin 1151 kwam Eli vrij, waarop zijn broer hem erkende als graaf van Maine. Hij was toen al ziek en niet veel later overleed Eli II.
Eli en zijn echtgenote Philippa hadden een dochter Beatrix, die huwde met heer Jan I van Alençon. Eventuele erfrechten van Beatrix op het graafschap Maine werden genegeerd door haar neef Hendrik II van Engeland, de zoon van Godfried V van Anjou.

## Voorouders
| Voorouders van Eli II van Maine (1115-1151) | Voorouders van Eli II van Maine (1115-1151)                                | Voorouders van Eli II van Maine (1115-1151)                                | Voorouders van Eli II van Maine (1115-1151)                        | Voorouders van Eli II van Maine (1115-1151)                        | Voorouders van Eli II van Maine (1115-1151)                      | Voorouders van Eli II van Maine (1115-1151)                      | Voorouders van Eli II van Maine (1115-1151)                      | Voorouders van Eli II van Maine (1115-1151)                      |
| ------------------------------------------- | -------------------------------------------------------------------------- | -------------------------------------------------------------------------- | ------------------------------------------------------------------ | ------------------------------------------------------------------ | ---------------------------------------------------------------- | ---------------------------------------------------------------- | ---------------------------------------------------------------- | ---------------------------------------------------------------- |
| Overgrootouders                             | Godfried II van Gâtinais (1028-1042/45) ∞ Ermengarde van Anjou (1018-1076) | Godfried II van Gâtinais (1028-1042/45) ∞ Ermengarde van Anjou (1018-1076) | Simon I van Montfort (1025-1087) ∞ Agnes van Évreux (-)            | Simon I van Montfort (1025-1087) ∞ Agnes van Évreux (-)            | Jan van Beaugency (1136-1189) ∞ Paula van Maine (-)              | Jan van Beaugency (1136-1189) ∞ Paula van Maine (-)              | Gervais II van Château-du-Loir (1030-1095) ∞ ? (-)               | Gervais II van Château-du-Loir (1030-1095) ∞ ? (-)               |
| Grootouders                                 | Fulco IV van Anjou (1043-1109) ∞ Bertrada van Montfort (1070-1117)         | Fulco IV van Anjou (1043-1109) ∞ Bertrada van Montfort (1070-1117)         | Fulco IV van Anjou (1043-1109) ∞ Bertrada van Montfort (1070-1117) | Fulco IV van Anjou (1043-1109) ∞ Bertrada van Montfort (1070-1117) | Eli I van Maine (1060-1110) ∞ Mathilde van Loir (1055-1099)      | Eli I van Maine (1060-1110) ∞ Mathilde van Loir (1055-1099)      | Eli I van Maine (1060-1110) ∞ Mathilde van Loir (1055-1099)      | Eli I van Maine (1060-1110) ∞ Mathilde van Loir (1055-1099)      |
| Ouders                                      | Fulco V van Anjou (1091-1143) ∞ Ermengarde van Maine (1096-1126)           | Fulco V van Anjou (1091-1143) ∞ Ermengarde van Maine (1096-1126)           | Fulco V van Anjou (1091-1143) ∞ Ermengarde van Maine (1096-1126)   | Fulco V van Anjou (1091-1143) ∞ Ermengarde van Maine (1096-1126)   | Fulco V van Anjou (1091-1143) ∞ Ermengarde van Maine (1096-1126) | Fulco V van Anjou (1091-1143) ∞ Ermengarde van Maine (1096-1126) | Fulco V van Anjou (1091-1143) ∞ Ermengarde van Maine (1096-1126) | Fulco V van Anjou (1091-1143) ∞ Ermengarde van Maine (1096-1126) |